# Michael Akins
Michael Akins es un personaje ficticio en los cómics de Batman pertenecientes a DC Comics. Es un hombre de ascendencia afrodescendiente que fue elegido como sucesor del Comisionado de policía de Gotham City James Gordon, quien se retiró poco después del fin de la saga "Tierra de nadie" (No Man's Land).
Akins es un hombre de honor aunque el vivir en Gotham City le hizo perder parte de su idealismo innato. También es minucioso en su cruzada contra el crimen, tanto que provocó una controversia en su departamento cuando trabajó junto a Asuntos Internos para determinar si el detective Harvey Bullock podría haber sido responsable de la muerte del hombre que disparó e intentó asesinar a Gordon.
Akins considera desagradable la dependencia de la ciudad para con Batman, aunque en ocasiones la necesidad lo forzó a trabajar con el Caballero Oscuro. Su reluctancia inicial a trabajar con Batman se origina en un incidente del pasado, cuando un vigilante callejero, que era sancionado por Akins cuando pertenecía a la policía de Gateway City, arruinó el intento de rescate a un niño secuestrado; Akins se culpó a sí mismo por el resultado en el que murieron tanto el vigilante como el niño. La tolerancia de Akins hacia Batman se volvió aún más tensa durante la saga "Juegos de guerra" (War Games), cuando Batman asumió el control del Departamento de policía de Gotham City, causando grandes bajas en la policía. Como consecuencia, Akins ordenó el arresto de Batman, hizo quitar la Batseñal del techo del Departamento Central de Policía y declaró ilegales a todos los vigilantes enmascarados.
Se desconoce si Akins tiene una relación más amistosa con otros superhéroes de Gotham City que no trabajan con Batman, como por ejemplo Linterna Verde.
Luego del salto a un año después como parte de la Crisis Infinita, Akins ya no es Comisario de Gotham City y Gordon reasumió el puesto (y las relaciones del Departamento de policía con Batman). Los motivos por los que Akins abandonó su trabajo y su paradero actual son desconocidos. Sin embargo, se ha dado a entender que los problemas recientes de corrupción dentro del departamento llegaban hasta su cargo. En 52 (que ocurre antes de Un año después) todavía se refiere a él como Comisario de policía.
- Datos: Q3001442